# Veghel

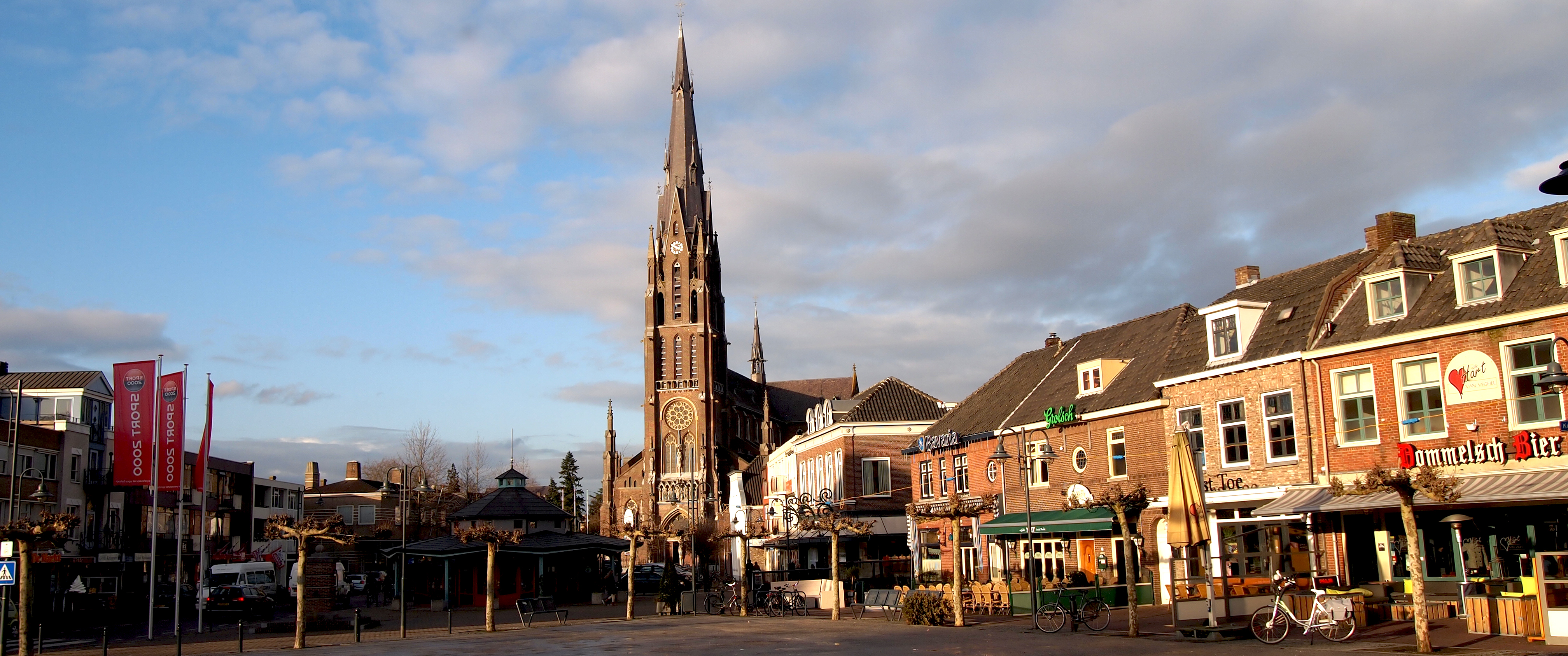

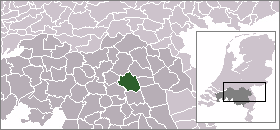
Lägeskarta

Veghel är en historisk kommun i provinsen Noord-Brabant i Nederländerna. Kommunens totala area är 78,92 km² (där 0,74 km² är vatten) och invånarantalet är 37 557 invånare (1 februari 2012).